# فدراسیون فوتبال موریتانی
فدراسیون فوتبال موریتانی (فرانسوی: Fédération de Football de la République Islamique de Mauritanie‎) نهاد اداره‌کننده مسابقات فوتبال و فوتسال در کشور موریتانی است.
این فدراسیون که در سال ۱۹۶۱ تأسیس شده عضو کنفدراسیون فوتبال آفریقا و فیفا نیز می‌باشد و مقر آن در شهر نواکشوت است.